# トリフィド時代
『トリフィド時代』（トリフィドじだい、原題：The Day of the Triffids）は、イギリスのSF作家ジョン・ウィンダムによって1951年に書かれた、破滅テーマの長編SF小説である。

## 概要
邦題には『トリフィドの日』や『怪奇植物トリフィドの侵略』などもある。東京創元社版には、「食人植物の恐怖」という副題が付いている。
2001年にはサイモン・クラークにより続編『トリフィドの夜』が書かれた。
1960年にBBCにてラジオドラマ化、1962年には映画化（邦題『人類SOS!』）され、1981年にはBBCにて原題と同題のテレビドラマが放送された。このテレビドラマ版は日本未公開であったが、製作から四半世紀を経た2006年に『デイ・オブ・ザ・トリフィド』と題してようやくDVDでリリースされた。
2009年12月には再びBBCにて、『ER緊急救命室』シリーズや『ロー・アンド・オーダー』などで知られる脚本家パトリック・ハビンソンのシナリオによる、こちらも原題と同題の前後2部構成のテレビ映画が放送された。尺は90分ずつで、出演はダグレイ・スコット、ジョエリー・リチャードソン、ブライアン・コックス、ヴァネッサ・レッドグレイヴ、エディー・イザード、ジェイソン・プリーストリーなど。日本では、2012年に『ラストデイズ・オブ・ザ・ワールド』と題してDVDがリリースされたが、レンタル版DVDは［EPISODE 1：トリフィドの日］と［EPISODE 2：人類SOS］の2枚に分かれている。

## あらすじ
ある夜、緑色の流星雨が流れ、世界中の人々がその天体ショーを目撃する。歩行する食用植物「トリフィド」の栽培場で働いていたビル・メイスンは、トリフィドの毒を持った鞭で目をやられて治療のために入院して目を包帯で覆っていたため、流星雨を目撃しなかった。その翌日はビルの包帯が取れる日であったが、朝に起きて周囲の様子が違うことに気が付いた彼は、自力で包帯を取る。流星雨を見た人々は皆、盲目となっていた。ビルは、誰も目が見えず絶望に覆われたロンドンの街を歩き始める。
ロンドンには、ビル以外にもさまざまな理由で流星雨を見なかったために目が見える人たちが、コミュニティを組んでいた。その一員に加わったビルは盲目となった人たちを助けていくが、目が見える人数の絶対的な少なさや都市機能の停止によって次第に盲目の人たちが重荷になり始め、この先をどうするかが議論となる。そこへ追い討ちをかけるように、謎の疫病とトリフィドの脱走が発生する。
疫病で多くの仲間を失い、都市も田園もトリフィドに支配され始めたイギリスで、ビルたちはロンドンから脱出せざるを得ない羽目になる。各地の生き残りを集めてイギリス国内を田園へ退却しながら、生き延びるためとトリフィドから世界を奪還するための戦いを始めるが、それは人類にとって圧倒的に不利な退却戦であった。ついにイギリス本土を放棄したビルたちは離島・ワイト島へ移動すると、なんとか島内のトリフィドを根絶し、トリフィドに対する反攻と文明再建のための拠点を確保するのだった。

## 解説
冷戦のさなかに書かれ、その影響を強く受けた小説である。作中では、トリフィドが遺伝子操作によって人為的に生み出されたことや、知性を持っているのではないかということが示唆される。また、流星雨も人類が宇宙に打ち上げていた人工衛星など何らかの兵器の作動であったのではないか、流星雨の後に発生した謎の疫病もそうなのではないかというビルの推測が、物語の終盤で呈されている。なお、本作の「宇宙から地球上に向けて何かが落下してくる」という導入部や、「3本脚で歩きまわる敵にイギリスが占領される」など、H・G・ウェルズの『宇宙戦争』との相似性が指摘されている。

## トリフィド
トリフィド (Triffid) は、ウィンダムが考案した歩行性の肉食植物。3本の太く丈夫な根を持ち上げての歩行が可能であり、さらに頭部から生える猛毒の刺毛で動物を殺しては、その腐乱死体を栄養とする。
良質の植物油が採れるため、首輪と鎖をつけた状態で大規模に栽培されていたが、謎の原因により人類のほとんどが盲目となったいわゆる「トリフィドの日」以降は鎖を切断して野生化し、生き残った人類の大きな脅威となった。
トリフィド同士がなんらかの方法でコミュニケーションをとっている可能性のあることが、ビルの推理を交えて示唆されている。
『人類SOS!』では、ハエトリグサを思わせるデザインとなっている。原作では元々栽培されていたものが野生化したことになっているが、映画では流星群以降にどこからともなく出現した謎の植物であり、終盤になって原作には無い弱点が存在することが判明して物語はハッピーエンドとなる。

## 日本語訳
- 『トリフィド時代 - 食人植物の恐怖』（井上勇訳、創元推理文庫[1]） 1963年12月　ISBN 978-4488610012
- 『トリフィド時代 - 食人植物の恐怖【新訳版】』（中村融訳、創元SF文庫） 2018年7月27日　ISBN 978-4488610043

以下は絶版
- 『トリフィドの日』（峯岸久訳、ハヤカワ・SF・シリーズ3050） 1963年7月
- ｢トリフィドの日｣ （峯岸久訳、早川書房、『世界SF全集19』収録） 1969年1月
- 『怪奇植物トリフィドの侵略』（中尾明訳、あかね書房、少年少女世界SF文学全集19） 1973年3月
- 『地球滅亡の日 植物人間』（青木日出夫訳、秋田書店、SF恐怖シリーズ3） 1974年11月
- ｢植物怪じゅうのしゅうげき｣ （瀬川昌男、集英社、三年生の学級文庫8『三年生のS・Fものがたり』収録） 1974年
- ｢トリフィド時代｣ （志貴宏[2]訳、学習研究社、世界文学全集47『世界SF傑作集』収録） 1978年

## 映画
1962年、イギリスにおいてスティーヴ・セクリー監督、ハワード・キール主演で映画化された。トリフィドが集団で人間を襲うシーンなどが、1968年のジョージ・A・ロメロ監督のゾンビ映画『ナイト・オブ・ザ・リビングデッド』でゾンビが人間を襲うシーンの描写などに多大な影響を与えていることが知られている（※両映画のタイトルの相似にも注目）。